# Minas Avetisjan
Minas Avetisjan (arménsky Մինաս Ավետիսյան; 20. července 1928 Džadžur – 23. února 1975, Jerevan) byl arménský malíř.

## Život
Narodil se v dělnické rodině. V letech 1947 až 1952 studoval na Jerevanské umělecké škole Fanose Terlemzjana a v letech 1952 až 1954 na Jerevanském institutu výtvarného umění a divadla. V období od roku 1954 navštěvoval Leningradský institut malířství, sochařství a architektury, kde jedním z jeho hlavních učitelů byl Boris Joganson. Od roku 1960 žil v Jerevanu. V roce 1962 se zúčastnil expozice „Pět umělců“ v Jerevanu, která mu přinesla širokou popularitu. V roce 1968 se stal zasloužilým umělcem Arménie.
Byl zabit, když do něj 24. února 1975 narazilo na chodníku auto. V 90. letech vládní vyšetřování dospělo k závěru, že nehodu zinscenovala KGB.
V letech 1960 až 1975 vytvořil asi 500 pláten, téměř stejný počet kreseb, 20 velkých nástěnných maleb a projekty pro více než tucet divadelních představení. Měl dva syny, kteří pečují o díla.

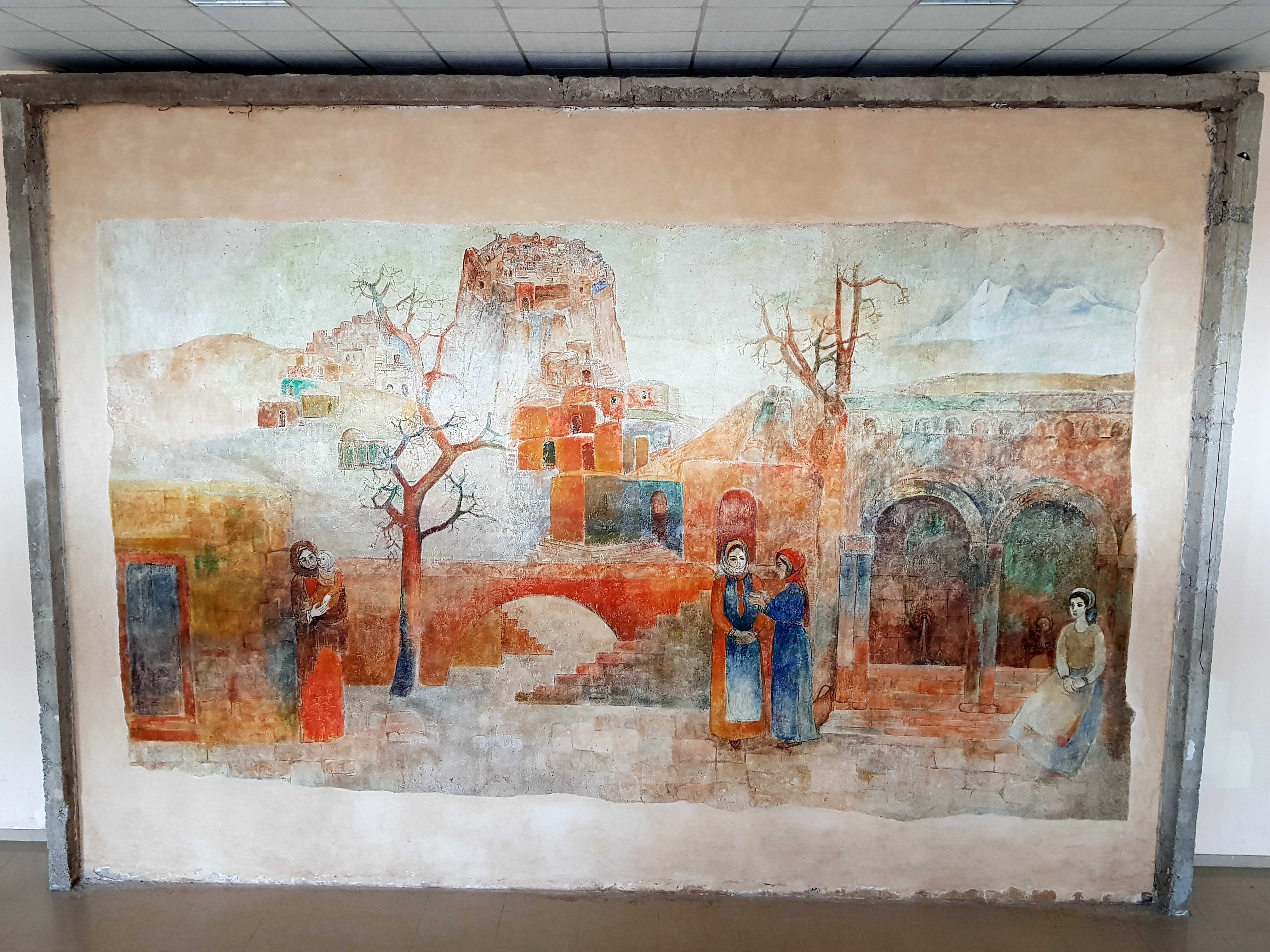
Malba v kulturním domě Vahramaberd
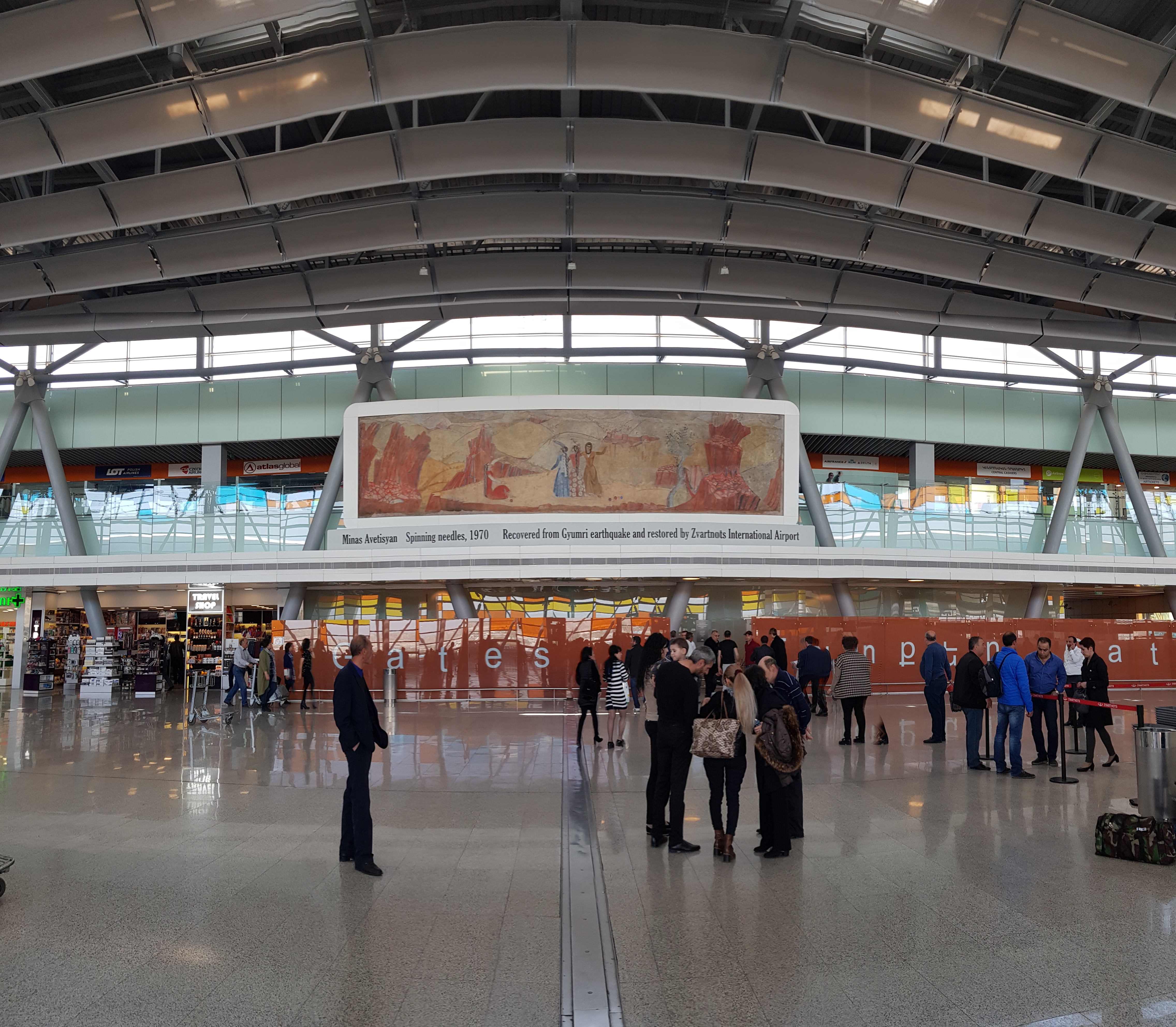
Malba na letišti Zvartnots